# 黑海太
黑海太（1981年3月10日—），原名為莱万·察古里亚（羅馬化：Levan Tsaguria），是格魯吉亞阿布哈兹共和国首都蘇呼米出身的前大相撲力士。他所屬的相撲部屋是追手風部屋。
他於2001年5月初入土俵，2004年晉陞幕內，是第一位歐洲幕內力士，並於2006年獲得生涯中的最高級別小結。他曾兩次得到三賞中的敢鬥賞，以及兩個打敗橫綱朝青龍而獲得的金星。

## 早年生涯
察古里亞生於蘇聯格魯吉亞阿布哈茲自治共和國首都蘇呼米，1992年的格鲁吉亚-阿布哈兹冲突迫使他的家人在1992年前往格魯吉亞首都第比利斯。他從六歲起開始進行業餘摔跤，這是由代表蘇聯參加這項運動的父親所教的。萊文就讀於格魯吉亞國立體育學院，很快就對相撲感興趣，參加了德國里薩的世界業餘相撲錦標賽。2001年1月，他抵達日本東京，並加入當地的相撲學校。
他於2001年5月加入了追手風部屋開始相撲生涯，他部屋的師匠大翔山直樹給他取了一個四股名黑海。他在下級賽區迅速晉級，以完美的7-0戰績獲得序二段和三段目冠軍。在2003年1月幕下級別的另一個賽事冠軍以及在幕下筆頭的比賽中獲5-2。他在2003年5月達到了關取地位，在2003年11月以14-1的戰績獲得十兩級別冠軍後，在2004年1月晉升為前頭，這只是在16次季賽後。

## 幕內生涯
他在在2004年11月達到前頭筆頭的位置，然後稍微滑落。他最好的表演之一是2005年7月，他首次擊敗橫綱朝青龍，獲得了9次勝利並獲得了敢鬥賞。他於2006年9月首次以小結排名亮相，並以穩定的8勝7負的戰績獲得冠軍，但是因受傷，在11月份比賽僅獲3:12成績。
2007年3月，他獲驚人的10-5得分，但他在2007年5月再次滑落，僅保持前頭二枚目的排名。在那年七月又一次輸掉比分後，他在9月份下降到前頭12枚目，這是幕內最低的排名。他在2007年11月贏得了9次勝利，這是他自3月份以來首次的勝越。
在2008年1月9-6的穩定表現之後，在接下來的比賽中，他創造了他有史以來最好的幕內成績，在前頭五枚目的排名中獲得12-3的成績，這為他贏得了亞軍和他的第二次敢鬥賞。然而，在2008年5月的比賽中，他只能從前頭三校目排名中獲得三場胜利。7月降級到前頭十枚目，他再次掙扎，但只贏得五場比賽。在他被判斷為拉扯了對手的頂髻後，他被取消了與木村山守的最後一場比賽的資格，這是一個犯規行為(禁手)。但黑海認為這是偶然的，因為他的手指上的磁帶粘在了木村的頭髮上。他在2009年繼續在前頭上下移動排名，交替8-7和5-10記錄。
自從他首次亮相以來，沒有休場，2010年7月，他參加了他的第600場連續的幕內賽。在受手肘傷患的困擾下，他在2011年1月的比賽中輸了頂級的分區狀態，當時他只能在茀頭15中得分3-12，結束了在鞘內級別中排名43連續的比賽。回到十兩參加五月技量審査場所錦標賽，得5-10。他在2011年9月回到了幕內，但是在11月份的1-14表現糟糕的表現之後，他的表現很短暫。他在2012年5月的比賽第10日被迫退出，在擊敗捷克力士隆之山的比賽中受傷，自2001年職業生涯以來首次亮相的比賽連續882次成為最活躍的摔跤手。不過，他能夠最後一天重返比賽並在獲得大部分勝利。
他懂四種語言：格魯吉亞語，俄語，英語和日語。
他是一位虔誠的基督徒，每天都在祈禱。他有時因為迷信的原因會選擇在比賽期間留鬍子，因此會留下鬚根，這對於相撲選手來說是不尋常的。在最近的比賽中，他還有幾天突出的鬢角，之後他被部屋親方告知要將它們刮掉。
在2012年9月的比賽中，黑海的部屋親方宣布因他的身體在他的相撲生涯中多處受傷而引退，他後來回到他的家鄉格魯吉亞，在私營部門工作。

## 家庭
黑海的弟弟喬治也於2005年9月以司海丈二的名義成為專業的相撲選手，但由於一直受傷，僅一年後退出返回格魯吉亞接管家族生意。
2011年8月，黑海與他的年僅22歲祖國格魯吉亞女友結婚。